# Supercopa de El Salvador 2019
La Supercopa de El Salvador 2019 será la edición I de la Supercopa de El Salvador. Esta edición deberá ser disputada por el campeón de la Copa El Salvador correspondiente a la edición 2018-19, Santa Tecla Fútbol Club y el campeón del Campeón de Campeones 2019, Club Deportivo Águila.

## Sistema de competición
Disputarán la Supercopa 2019 el campeón de Copa El Salvador y el campeón del Campeón de Campeones .
El Club vencedor del Campeón de Campeones será aquel que en el partido anote el mayor número de goles. Si al término del tiempo reglamentario el partido está empatado, se procederá a punto penal hasta que resulte un vencedor.

## Información de los equipos
| Equipo      | Entrenador     | Estadio                | Ciudad/Departamento      |
| ----------- | -------------- | ---------------------- | ------------------------ |
| Águila      | Carlos Romero  | Juan Francisco Barraza | San Miguel, San Miguel   |
| Santa Tecla | Rodolfo Góchez | Las Delicias           | Santa Tecla, La Libertad |

## Partido
| 20 de julio de 2019, 20:00 (UTC-4) | Club Deportivo Águila                               | 1 - 1 (3 - 0 p.)           | Santa Tecla Fútbol Club                          | Marvin F. Wilson, Landover, Maryland |  |
|                                    | Vergés 15'                                          | Reporte                    | 65' Bryan Tamacas                                |                                      |  |
|                                    |                                                     | Tiros desde el punto penal |                                                  |                                      |  |
|                                    | - Joaquín Vergés - Andrés Quejada - Jefferson Polío |                            | - Armando Polo - Gerson Mayén - Ricardo Ferreira |                                      |  |

|                            |
|                            |
| Campeón Águila 1.er título |